# 가희베스트 ~25th Anniversary Selection~
《가희베스트 ~25th Anniversary Selection~》(일본어: 歌姫ベスト 〜25th Anniversary Selection〜)는 일본의 여가수 나카모리 아키나(中森明菜)의 커버 음반 《가희》 시리즈의 베스트 음반으로 2007년 1월 17일에 발매하였다. (CD: UMCK-1218, CD+DVD: UMCK-9154, 디지털 다운로드) 1994년부터 출시해 호평을 받은 리메이크 앨범 《가희》, 《-ZEROalbum- 가희2》, 《가희3 ~종막》의 곡들 중에서 나카모리가 직접 선곡하여 만든 리메이크 음반이다.
2007년 1월 29일, 오리콘 주간 앨범 차트에서 9위를 기록하였고 차트 톱100에 총 8주간 올라와 있었다. 이 음반은 4년 1개월만에 주간 앨범 차트 톱10에 진입한 음반이기도 하다.

## 수록곡
| #            | 제목                                                                                                 | 작사              | 작곡                       | 편곡            | 재생 시간 |
| ------------ | --- | ----------------- | -------------------------- | --------------- | --------- |
| 1.           | 〈〈리버사이드 호텔〉(リバーサイドホテル 리바사이도호테루[*] (LIVE Ver.))〉 (원곡: 이노우에 요스이)  | 이노우에 요스이   | 이노우에 요스이            | 우에스기 히로시 | 4:27      |
| 2.           | 〈〈댄스는 잘 출 수 없는〉(ダンスはうまく踊れない 단스와우마쿠오도레나이[*])〉 (원곡: 이시하라 세리) | 이노우에 요스이   | 이노우에 요스이            | 센주 아키라     | 4:45      |
| 3.           | 〈〈마법의 거울〉(魔法の鏡 마호노카가미[*])〉 (원곡: 마츠토야 유미)                                  | 마츠토야 유미     | 마츠토야 유미              | 센주 아키라     | 4:01      |
| 4.           | 〈〈차이나타운〉(チャイナタウン)〉 (원곡: 야자와 에이키치)                                           | 야마가와 케이스케 | 야자와 에이키치            | 센주 아키라     | 3:40      |
| 5.           | 〈〈황혼의 비긴〉(黄昏のビギン 타소가레노비긴[*])〉 (원곡: 미즈하라 히로시, 리메이크: 치아키 나오미) | 에이 로쿠스케     | 나카무라 하치다이          | 센주 아키라     | 4:04      |
| 6.           | 〈〈색채의 블루스〉(色彩のブルース 시쿠사이노부루스[*])〉 (원곡: EGO-WRAPPIN')                       | 나카노 요시에     | 모리 마사키, 나카노 요시에 | 센주 아키라     | 4:55      |
| 7.           | 〈〈분홍색 한숨〉(桃色吐息 모모이로토이키[*])〉 (원곡: 다카하시 마리코)                              | 강진화            | 사토 다카시                | 센주 아키라     | 3:43      |
| 8.           | 〈〈사랑은 아지랑이〉(愛はかげろう 아이와카게로[*])〉 (원곡: 가무)                                   | 미우라 카즈토     | 미우라 카즈토              | 센주 아키라     | 4:25      |
| 9.           | 〈〈사랑의 예감〉(恋の予感 코이노요칸[*])〉 (원곡: 안전지대)                                         | 이노우에 요스이   | 다마키 코지                | 센주 아키라     | 4:39      |
| 10.          | 〈〈창〉(窓 마도[*])〉 (원곡: 마츠야마 치하루)                                                       | 마츠야마 치하루   | 마츠야마 치하루            | 센주 아키라     | 4:57      |
| 11.          | 〈〈우산이 없다〉(傘がない 카사가나이[*])〉 (원곡: 이노우에 요스이)                                  | 이노우에 요스이   | 이노우에 요스이            | 센주 아키라     | 6:22      |
| 12.          | 〈〈코스모스〉(秋桜)〉 (원곡: 야마구치 모모에)                                                       | 사다 마사시       | 사다 마사시                | 센주 아키라     | 3:56      |
| 13.          | 〈〈이별의 예감〉(別れの予感 와카레노요칸[*])〉 (원곡: 등려군)                                       | 아라키 토요히사   | 미키 타카시                | 센주 아키라     | 4:32      |
| 14.          | 〈〈이방인〉(異邦人 이호진[*])〉 (원곡: 쿠보타 사키)                                                 | 구보다 사키       | 구보다 사키                | 센주 아키라     | 3:30      |
| 15.          | 〈〈유리빛의 지구〉(瑠璃色の地球 루리이로노치큐[*])〉 (원곡: 마츠다 세이코)                          | 마츠모토 다카시   | 히라이 나츠미              | 센주 아키라     | 4:26      |
| 16.          | 〈〈좋은 날에 여행을〉(いい日旅立ち)〉 (원곡: 야마구치 모모에)                                       | 타니무라 신지     | 타니무라 신지              | 우에스기 히로시 | 4:30      |
| 총 재생 시간 | 총 재생 시간                                                                                         | 총 재생 시간      | 총 재생 시간               | 총 재생 시간    | 70:49     |